# Theodor Kotschy

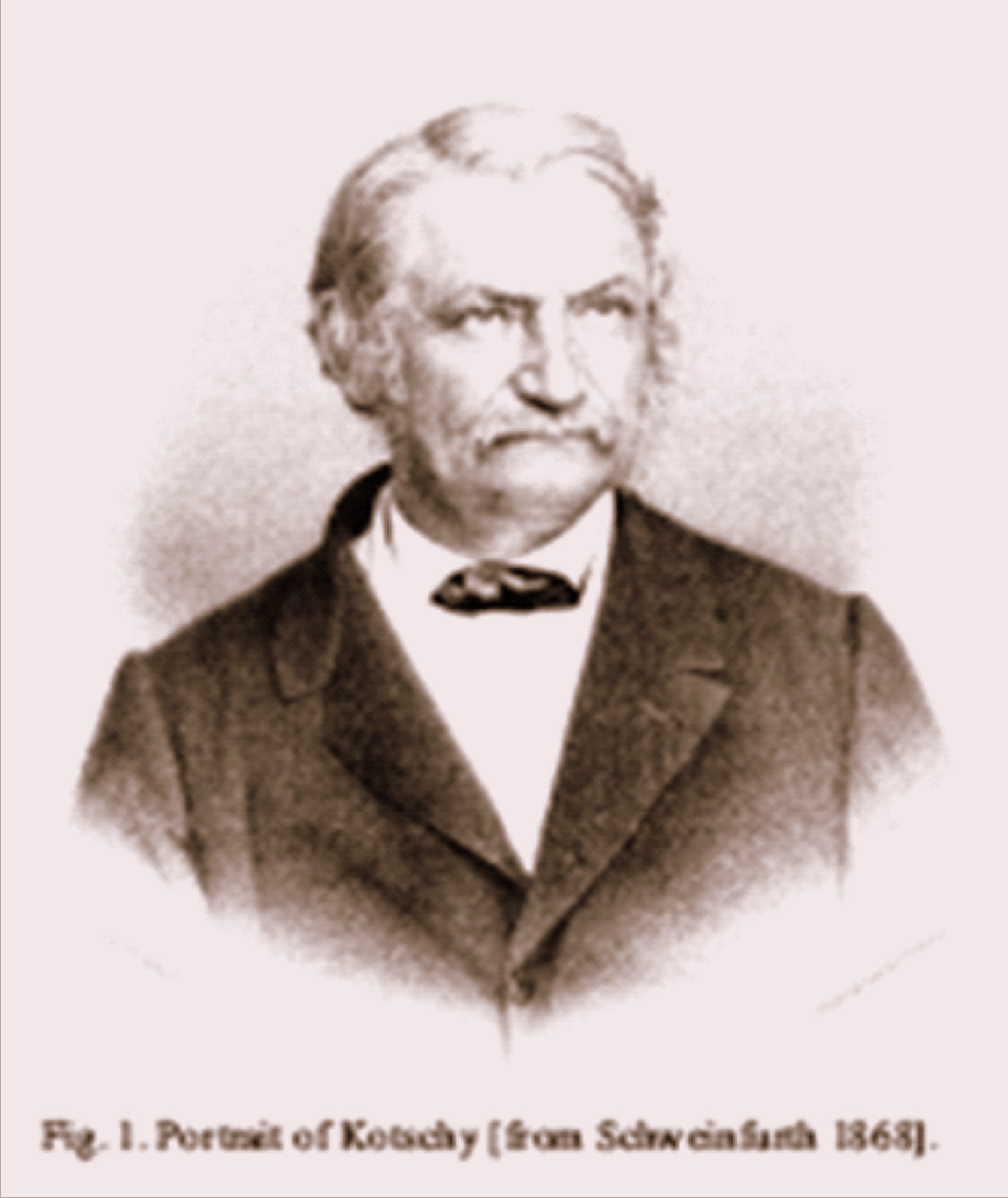
Theodor Kotschy, 1863

Karl Georg Theodor Kotschy, auch Carl,  (* 15. April 1813 in Ustron, Österreichisch-Schlesien; † 11. Juni 1866 in Wien) war ein österreichischer Botaniker, Forschungsreisender und Pflanzensammler. Von seinen Reisen, meist in den Orient, brachte er über 300.000 Pflanzenexemplare mit.  Sein offizielles botanisches Autorenkürzel lautet „Kotschy“.

## Leben
Theodor Kotschy ist der Sohn der evangelischen Theologen, Pädagogen und Botanikers Carl Friedrich Kotschy. 1836–1838 begleitete Kotschy Joseph Russegger auf dessen Forschungsreise nach Kilikien, Syrien, Ägypten und in den Sudan. 1839 besuchte er nochmals Kordofan, 1840 Zypern, 1841 Kleinasien. 1842–1843 unternahm er eine Expedition nach Persien, wo er den Damavand bestieg, danach kehrte er über Erzurum, Trapezunt und Konstantinopel nach Wien zurück. Weitere Reisen führten ihn 1855 erneut nach Ägypten und Palästina, 1859 nach Zypern, Kleinasien und Kurdistan. 1862 bereiste er abermals Zypern und Nordsyrien.
Kotschy gilt als Begründer der Orientforschung in Österreich. Im Jahr 1857 wurde er zum Mitglied der Leopoldina gewählt.

## Ehrungen
Zahlreiche Pflanzen- und Tierarten tragen Kotschys Namen, darunter die auf der Insel Karak im Persischen Golf vorkommende Viereckskrabbe (Epixanthus kotschyi) und der ägäische Nacktfingergecko (Mediodactylus kotschyi). Die Pflanzengattungen Kotschya Endl. aus der Familie der Hülsenfrüchtler (Fabaceae) und Kotschyella F.K.Mey. aus der Familie der Kreuzblütler (Brassicaceae) ist nach ihm benannt.

## Werke
- Fenzl, Heckel, Redtenbacher (Hg.): Abbildungen und Beschreibungen neuer und seltener Thiere und Pflanzen, in Syrien und im westlichen Taurus gesammelt, E. Schweizerbart, Stuttgart 1843, Digitalisat
- Mit Heinrich Wilhelm Schott und Carl Frederik Nyman: Analecta botanica, Carl Gerold & Söhne, Vindobonae (Wien) 1854, Digitalisat
- Coniferen des Cilicischen Taurus (zusammen mit Franz Antoine), 1855.
- Die Eichen Europas und des Orients. Eduard Hölzel's Verlags-Expedition, Wien 1862 (Digitalisat).
- Plantae Tinneanae (zusammen mit Johann Joseph Peyritsch), 1867.
- Reise in den cilicischen Taurus über Tarsus, Justus Perthes, Gotha 1858, Digitalisat